# Emad Mohammed
Emad Mohammed Ridha (Kerbela, 24 luglio 1982) è un allenatore di calcio ed ex calciatore iracheno, di ruolo attaccante, attuale commissario tecnico della nazionale Under-20 irachena.

## Palmarès

### Giocatore

#### Club

##### Competizioni nazionali
- Qatar Stars League: 1

Al-Gharafa: 2002-2003
- Coppa Hafzi: 2

Sepahan: 2006, 2007
- Campionato iraniano: 1

Sepahan: 2010

#### Nazionale
- WAFF Championship: 1

Siria 2002
- Giochi dell'Asia occidentale: 1

Qatar 2005

### Allenatore

#### Nazionale
- WAFF Championship U18: 1

Iraq 2021